# Celina muricata
Celina muricata är en skalbaggsart som beskrevs av Guignot 1955. Celina muricata ingår i släktet Celina och familjen dykare. Inga underarter finns listade i Catalogue of Life.